# Justicia grossa
Justicia grossa är en akantusväxtart som beskrevs av C. B. Cl.. Justicia grossa ingår i släktet Justicia och familjen akantusväxter. Inga underarter finns listade i Catalogue of Life.